# Bandella duvalli
Bandella duvalli är en tvåvingeart som beskrevs av Daniel J. Bickel 2002. Bandella duvalli ingår i släktet Bandella och familjen dansflugor.
Artens utbredningsområde är Tasmanien. Inga underarter finns listade i Catalogue of Life.